# Frea albomarmorata
Frea albomarmorata là một loài bọ cánh cứng trong họ Cerambycidae.